# Pelican City
Pelican City az Amerikai Egyesült Államok északnyugati részén, Oregon állam Klamath megyéjében, a U.S. Route 97 mentén, a Klamath-tó közelében elhelyezkedő önkormányzat nélküli település.
Névadója a térségben fafeldolgozót üzemeltető Pelican Bay Lumber Company.

## Fordítás
- Ez a szócikk részben vagy egészben  a   Pelican City, Oregon című angol Wikipédia-szócikk ezen változatának fordításán alapul.  Az eredeti cikk szerkesztőit annak laptörténete sorolja fel. Ez a jelzés csupán a megfogalmazás eredetét és a szerzői jogokat jelzi, nem szolgál a cikkben szereplő információk forrásmegjelöléseként.